# 上州板垣氏
上州板垣氏（じょうしゅういたがきし）は、甲斐源氏、武田氏の一統、板垣氏の分流。板垣駿河守信方の三男、所左衛門信廣を初代とする。
家紋は「丸に五本骨扇」

## 板垣信廣
武田信玄の重臣・板垣信方の三男（一説には次男）として生まれたとされ、通称は所左衛門という。
軍記などには名前がないことから、主だった武功はなかったようである。
天文17年（1548年）の上田原の戦いで父、信方が戦死した後、上野国に居住していた新田源氏の末裔と称した林伊賀守の元へ身を寄せたとする。
一度は伊賀守の家老となるが、後にこれを辞し、佐位郡下植木村に移り住み、役人となったという。

## 江戸時代の動向
子孫は江戸期の伊勢崎藩に仕え、村役人を勤めた。
安政2年（1855年）の寄場役人書上帳に村組頭として板垣彦七の名がある。彦七は文化8年（1811年）に名主となり、同年の郷学・正誼堂設立の共同発起人には、後に正誼堂頭取になった源八（分流・板垣重兵衛の孫）の名がある。
彦七の後、文政13年（1830年）に林右衛門（心閑斎信寛）、天保2年（1831年）に宅右衛門、同9年（1838年）に政右衛門と、代々名主として続いた。
幕末には分家筋の板垣直吉が伊勢崎藩士の中にあり、また、文久元年（1861年）の和宮降嫁の際、直系9代・弥助兼信（他藩士2名）が中山道・沓掛宿から坂本宿までの警護として赴いたことが記録されている。

## 明治以降の動向
大正期、板垣清平（初代）が伊勢崎町にて製糸業を興し、前橋・館林と並ぶ群馬県下の織物文化を担った。1935年（昭和10年）、父の遺志を継いだ2代・清平（初名・清一郎）が町に図書館・プールの建設費として1万円ずつを寄贈した。1936年（昭和11年）4月に図書館、プールは1938年（昭和13年）7月に完成した。
1937年（昭和12年）、生糸商の板垣源四郎が伊勢崎町長となったが、「町議会の混乱を治める事が出来ない」との理由で、わずか10日で自ら町長の座を退いた。しかし、後の1940年（昭和15年）、伊勢崎町及び殖蓮村、茂呂村の合併による「伊勢崎市」発足の際に
市議会議長へと返り咲き、1940年（昭和15年）11月9日初代伊勢崎市長となった。
就任後も戦時下の混乱、市議会の紛糾等があったものの、1944年（昭和19年）までの1期目を全うし、再選後の2期目半ばである1946年（昭和21年）にGHQによる公職者追放を予見し、自ら市長職を辞した。
また、信廣の直系12代にあたる板垣栄作は、1967年（昭和42年）から1983年（昭和58年）までの4期にわたり伊勢崎市議会議員を務め、3期目の1977年（昭和52年）に市議会議長になった。

## 上州板垣氏の人物
- （初代）板垣清平（1855年 - 1935年）群馬商業銀行（現・みずほ銀行伊勢崎支店）取締役。板垣林平の長男。[4][5]
- （2代）板垣清平（1902年 - ?）大政翼賛会群馬県支部常務委員。初代の長男。妻の父方叔父に大島堅造。
- 板垣源次郎（1866年 - 1923年）板垣宅次の養子。茨城県立龍ヶ崎中学校（現在の茨城県立竜ヶ崎第一高等学校）校長
- 板垣源四郎（1883年 - 1957年）旧伊勢崎市初代市長。初代清平の娘婿。
- 板垣源四郎（1890年 - 1945年）弥助兼信の次男。殖蓮村議会議員
- 板垣栄作（1911年 - 1990年）伊勢崎市議会議員